# Z (symbol wojskowy)

Symbol „Z” umieszczany na rosyjskich pojazdach wojskowych w czasie inwazji na Ukrainę

Litera „Z” alfabetu łacińskiego – jeden z symboli umieszczanych na pojazdach wojskowych Sił Zbrojnych Federacji Rosyjskiej biorących udział w inwazji na Ukrainę. Występuje w dwóch wariantach: wewnątrz kwadratu i bez obramowania. Oprócz „Z” występują także inne oznaczenia, jednakże jedynie symbol „Z” uzyskał znaczenie propagandowe i jest używany jako symbol poparcia dla wojny.
Firma Zorro Productions, właściciel franczyzy Zorro potępiła użycie symbolu „Z” w kontekście wojennym. Wcześniej symbol był kojarzony z głównym bohaterem i ochroną osób prześladowanych.

## Znaczenie symboli według Sił Zbrojnych Ukrainy
Według Sił Zbrojnych Ukrainy symbole odnoszą się do rodzaju wojsk i miejsca, skąd wyruszyły:
- Z – siły zbrojne Wschodniego lub Zachodniego Okręgu Wojskowego Sił Zbrojnych Federacji Rosyjskiej
- Z w kwadracie – siły zbrojne z Krymu
- O – siły z Białorusi
- V – rosyjska piechota morska
- X – Czeczeni (kadyrowcy)
- A – siły specjalne, w tym OMSN i Grupa Alfa.

Symbolu Z w kwadracie zaczęto później używać do identyfikacji rosyjskich jednostek Storm-Z.

## Znaczenie militarne

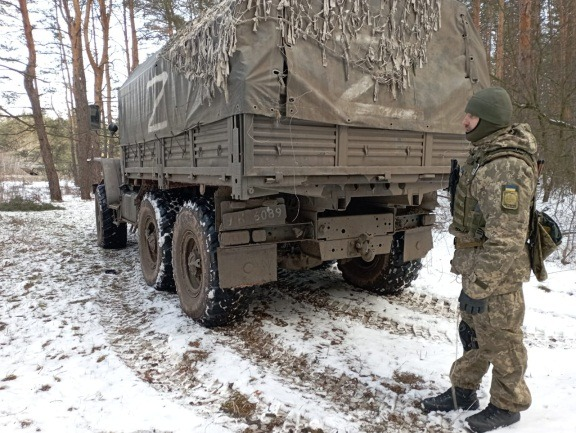
Rosyjska ciężarówka wojskowa z oznaczeniem „Z”

Według hipotez oznaczenia najprawdopodobniej służą do szybkiej identyfikacji swój–obcy, w celu uniknięcia przypadkowego ostrzelania własnych jednostek. Jednakże takiemu przeznaczeniu przeczy fakt, że oznaczane są tylko niektóre pojazdy, ponadto nic nie stoi na przeszkodzie, by przeciwnik umieścił identyczny symbol na swoich pojazdach.

## Znaczenie symboliczne
Od 27 lutego Rosjanie są zachęcani do używania symbolu „Z” w charakterze wyrazu poparcia dla wojny przeciwko Ukrainie. Do takiego użycia nakłaniała m.in. telewizja Russia Today poprzez kampanię w mediach społecznościowych. Symbol umieszczany jest na budynkach, w miejscach przeznaczonych na reklamy, na T-shirtach, a także tworzony jest przez grupy ludzi podczas flash mobów lub zorganizowanych manifestacji poparcia, na przykład w szkołach. Symbol pojawia się również w kolorach wstęgi Św. Jerzego.

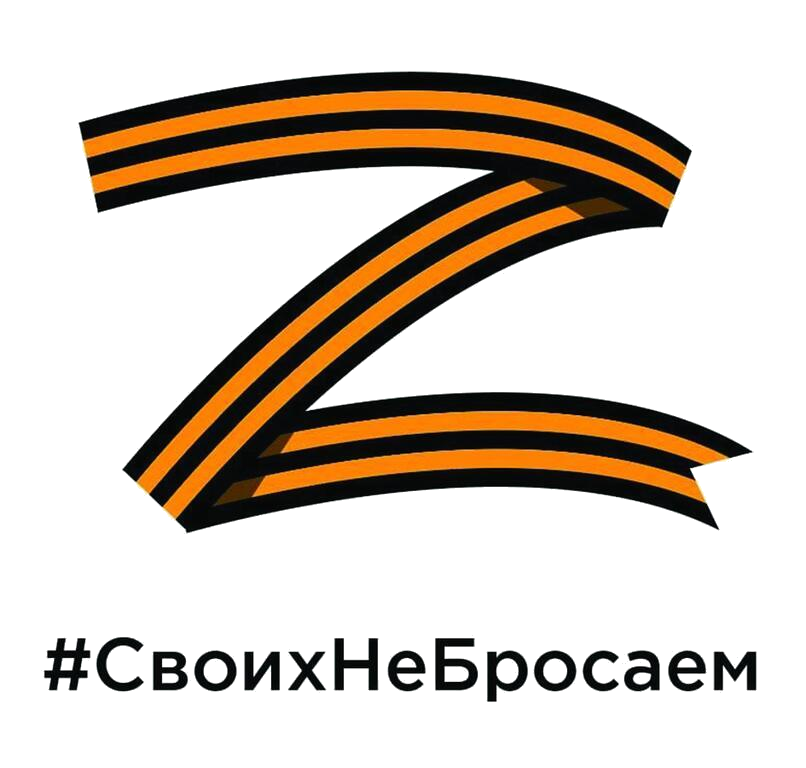
Symbol „Z” w kolorach wstęgi Św. Jerzego z podpisem „СвоихНеБросаем” (Swoich nie porzucamy)

Początkowo władze Rosji nie tłumaczyły znaczenia tego symbolu, powstawały zatem spekulacje na ten temat. „Z” miało według nich odnosić się do prezydenta Ukrainy, Wołodymyra Zełenskiego, pochodzić od wyrazu „zakanczajem” („kończymy”) lub, bardziej prozaicznie, być skrótem od „Zapad” (zachód) i odnosić się do zachodniej grupy wojsk.
W niedzielę 6 marca 2022 rosyjski minister obrony, Siergiej Szojgu, wyjaśnił, że litera „Z” w tym kontekście to skrót od „Za pabiedu!” – „za zwycięstwo”. Wkrótce później Ministerstwo Obrony Rosji podało znaczenie drugiego symbolu, „V”: „w prawdzie siła”.

## Karalność użycia
Używanie symbolu „Z” może być karalne w Republice Czeskiej na podstawie istniejącego wcześniej art. 405 kodeksu karnego, zakazującego „negowania, aprobaty lub usprawiedliwiania zbrodni przeciwko ludzkości, zbrodni wojennych lub zbrodni przeciwko pokojowi”. Użycie symbolu „Z” jest karalne również w Kirgistanie, Kazachstanie, Litwie, Łotwie oraz Mołdawii.
W Polsce 13 kwietnia 2022 weszła w życie ustawa o szczególnych rozwiązaniach w zakresie przeciwdziałania wspieraniu agresji na Ukrainę oraz służących ochronie bezpieczeństwa narodowego, na podstawie której używanie litery „Z” w tym kontekście podlega grzywnie, karze ograniczenia wolności albo pozbawienia wolności do lat 2.
Do kryminalizacji używania symbolu „Z” wezwał wszystkie państwa minister spraw zagranicznych Ukrainy Dmytro Kułeba.